# Engelska tunnland
Acre (förkortning: a. eller ac.) är en brittisk och amerikansk areaenhet som är ekvivalent med 4 046,9 kvadratmeter d.v.s. 0,40469 hektar.
Acre (jämför med det svenska ordet "åker") är sannolikt ursprungligen en underavdelning till den gamla engelska jordvärderingsenheten hide, ibland också kallad carucate (från latinets caruca, ’hjulplog’).
Termen hide översattes av Beda till ”terra unius familiae” (en familjs jord) och definierades ursprungligen som en gård som var tillräckligt stor för att bekosta en hjulplog och fyra dragoxar. En hide bestod av fyra virgates som i sin tur var två bovates eller oxgangs. En bovate, som i genomsnitt hade en areal om cirka 15 acres (cirka 6 hektar) ansågs under medeltiden vara en normalstor brukningsenhet. Det skulle därmed ha tagit en bonde med en dragoxe cirka två veckor att plöja om den traditionella definitionen av en acre är riktig, det vill säga om en acre var den åkeryta en dragoxe klarade av på en dag.
Jämförelser av måtten har visat att en hide ofta var 120 acres och man kan därför misstänka att acremåttet har sitt ursprung i detta system. De under medeltiden officiellt fastställda statute acres gav i så fall hide en areal om 48,6 hektar (en romersk centuria), vilket indikerar att även acren kan ha romerskt ursprung.
I dag är en acre 4 840 kvadratyard eller 43 560 kvadratfot. Detta motsvarar 4 046,9 kvadratmeter. En acre är arean av en rektangel vars längd är en furlong och vars bredd är en chain; en furlong är lika med tio chains och en chain är lika med 66 fot.